# Olympische Sommerspiele 1928/Teilnehmer (Kuba)
| Gelbes Symbol für Goldmedaillen mit stilisierten Olympischen Ringen | Graues Symbol für Silbermedaillen mit stilisierten Olympischen Ringen | Braundes Symbol für Bronzemedaillen mit stilisierten Olympischen Ringen |
| ------------------------------------------------------------------- | --------------------------------------------------------------------- | ----------------------------------------------------------------------- |
| —                                                                   | —                                                                     | —                                                                       |

Kuba nahm an den Olympischen Sommerspielen 1928 in Amsterdam, Niederlande, mit dem Leichtathleten José Barrientos teil.

## Teilnehmer nach Sportarten

### Leichtathletik
- José Barrientos
100 Meter: Viertelfinale